# تقنيات تشتت الأشعة السينية

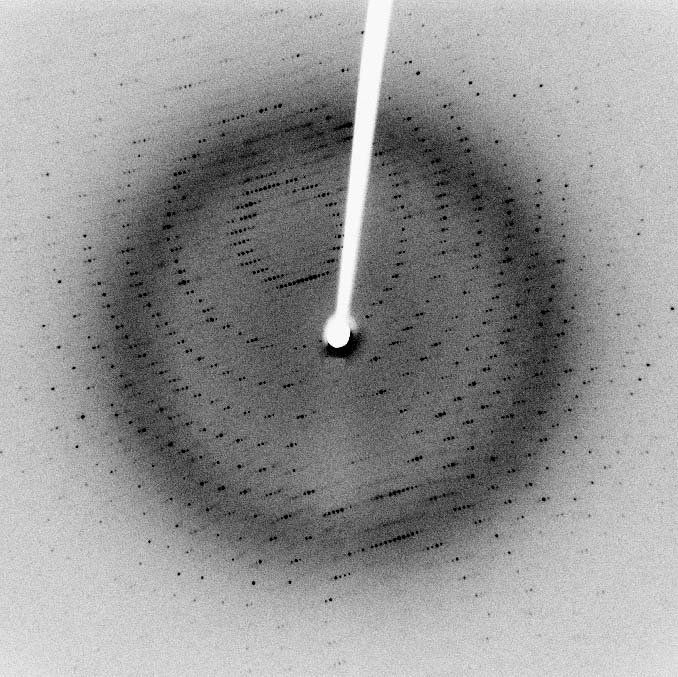
هذا نمط لأشعة سينية مشتتة تكونت عندما تم تسليط الأشعة السينية نحو مادة بلورية، في هذه الحالة بروتين, كل نقطة تسمى انعكاس تكونت من التأثير المتماسك للأشعة السينية التي تمر عبر البلورة.

تقنيات تشتت الأشعة السينية هي عائلة من تقنيات التحليل الغير مدمرة التي تكشف معلومات عن شكل البلورة، التكوين الكيميائي، والخصائص الفيزيائية للمواد والأغشية الرقيقة.
هذه التقنيات مبنية على أساس رصد شدة الأشعة المشتتة من حزمة الأشعة السينية بعد توجيهها للعينة كعلاقة بين زاوية السقوط وزاوية التشتت، الاستقطاب، والطول الموجي أو الطاقة.
حيود الأشعة السينية تعتبر مجموعة فرعية من تشتت الأشعة السينية، حيث التشتت مرن والمادة التي سببت التشتت بلورية، بحيث ينتج عن ذلك نمط يحتوي على بقع حادة يتم تحليلها بواسطة الصورة الناتجة عن الأشعة السينية (كما في الشكل). غير أن كلا من التشتت والحيود ظاهرتان عامتان ومرتبطتان والتمييز بينهما لم يكن موجود دائما. والدليل نص جوينير الكلاسيكي من عام 1963 بعنوان «حيود الأشعة السينية في البلورات، البلورات المشوهة والأجسام ذات الأشكال غير المنتظمة» بالتالي 'الحيود' من الواضح لم يكن يقتصر على البلورات في ذلك الوقت.

## تقنيات التشتت

### التشتت المرن للأشعة السينية
- حيود الأشعة السينية أو على وجه التحديد زاوية حيود واسعة للأشعة السينية (WAXD)
- زاوية تشتت صغيرة للأشعة السينية (SAXS) معرفة الهيكل البلوري في مدى النانومتر إلى الميكرومتر عن طريق قياس شدة التشتت في زوايا التشتت 2θ قربها 
إلى 0°.
- انعكاسية الأشعة السينية هي تقنية تحليل لتحديد سمك، خشونة، وكثافة طبقة واحدة وطبقات متعددة رقيقة.
- زاوية تشتت واسعة للأشعة السينية (WAXS), تقنية تركز على زوايا التشتت: أكبر ب2θ من 5°.

### التشتت غير المرن للأشعة السينية (IXS)
في التشتت غير المرن الطاقة وزاوية الأشعة السينية المشتتة يتم رصدها، وإعطاء عامل بناء ديناميكي {\displaystyle }. ومنه يمكن الحصول على الكثير من خصائص المواد، الخاصية المحددة اعتمادا على حجم نقل الطاقة. الجدول أدناه يلخص التقنيات وهو مقتبس من. الأشعة السينية والغير مرنة لها المراحل المتوسطة ومن حيث المبدأ ليست مفيدة في دراسة البلورات بالأشعة السينية. من خلال الممارسة الأشعة السينية ذات تحولات الطاقة الصغيرة يتم ضمها مع بقع الحيود بسبب التشتت المرن، والأشعة السينية ذات تحولات الطاقة الكبيرة تساهم في الضوضاء في الخلفية في نمط الحيود.
| التقنية                  | طاقة الساقط النموذجية، keV | مدى الطاقة المنقولة، eV | معلومات:                                    |
| ------------------------ | -------------------------- | ----------------------- | ------------------------------------------- |
| Compton scattering       | 100                        | 1,000                   | Fermi Surface Shape                         |
| Resonant IXS (RIXS)      | 4-20                       | 0.1 - 50                | Electronic Structure & Excitations          |
| Non-Resonant IXS (NRIXS) | 10                         | 0.1 - 10                | Electronic Structure & Excitations          |
| X-ray Raman scattering   | 10                         | 50 - 1000               | Absorption Edge Structure, Bonding, Valence |
| High resolution IXS      | 10                         | 0.001 - 0.1             | Atomic Dynamics,Phonon Dispersion           |

## وصلات خارجية
- تعلم علم البلورات
- الاتحاد الدولي لعلم البلورات
- IUCr علم البلورات على الانترنت
- المركز الدولي بيانات حيود (ICDD)
- البريطانية البلورات جمعية
- مقدمة حيود الأشعة السينية في جامعة كاليفورنيا في سانتا باربرا